# Romeyn de Hooghe

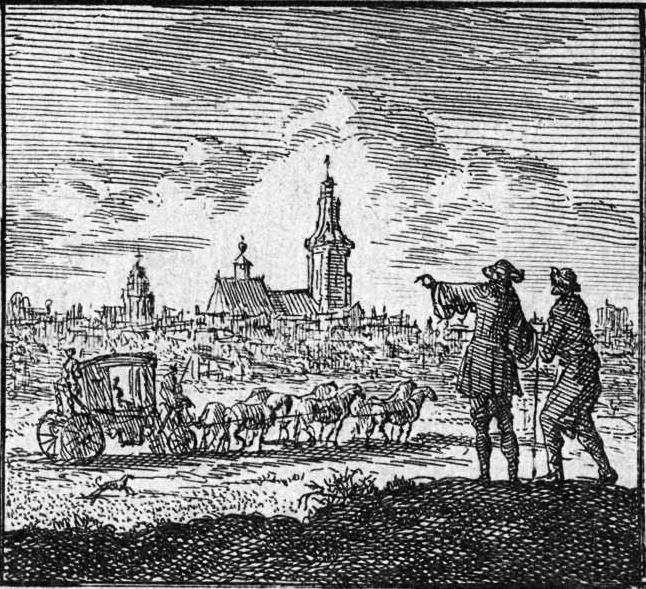
Teckning föreställande Haag, etsning (ca 1700).

Romeyn de Hooghe, döpt 10 september 1645 i Amsterdam, död 10 juni 1708 i Haarlem, var en betydande nederländsk gravör och karikatyrtecknare under barocken.
De Hooghe var en skicklig etsare, tecknare, målare, skulptör och medaljpräglare. Han är framför allt känd för sina politiska karikatyrer av Ludvig XIV och propagandatryck till stöd för Vilhelm av Oranien. Under sin levnad producerade de Hooghe över 3 500 tryck. Han illustrerade också böcker och hans illustrationer återfinns i några av de mest betydelsefulla böckerna från denna period. Hans Hieroglyphica of Merkbeelden der oude volkeren från 1735 var en välkänd emblembok och källa för den klassiska mytologin och dess ikonografi. Hooghe är representerad vid bland annat Nationalmuseum i Stockholm.